# Curassanthura bermudensis
Curassanthura bermudensis is een pissebed uit de familie Leptanthuridae. De wetenschappelijke naam van de soort is voor het eerst geldig gepubliceerd in 1985 door Wägele & Brandt.